# Батман: Дългият Хелоуин
Батман: Дългият Хелоуин (на английски: Batman: The Long Halloween) е американска лимитирана комикс серия от 13 броя, написана от Джеф Льоб и илюстрирана от Тим Сейл, публикувана в периода 1996 – 1997 г.
От гледна точка на приемствеността Дългият Хелоуин продължава историята на Батман: Година първа за героите на Батман, Гордън, Жената котка и Фалконе и се смята, че заменя по-ранния Батман: Година Втора в приемствеността на героя.

## Сюжет
Действието се развива по време на първите дни на борбата с престъпността на Батман, Дългият Хелоуин разказва историята на мистериозен убиец на име Холидей, който убива хора, по една жертва всеки месец, по време на празници. Работейки с окръжния прокурор Харви Дент и капитан Джеймс Гордън, Батман се състезава с календара, докато се опитва да открие кой е Холидей, който търси следващата си жертва. Батман се опитва да спре престъпната война между две от най-могъщите фамилии в Готъм Сити, Марони и Фалконе. Тази история също действа като повторно въведение във Вселената на Ди Си за един от най-неуловимите врагове на Батман – Календара, който знае истинската самоличност на празничния убиец, но отказва да сподели това с Батман. Вместо това той задава гатанки и дава намеци на Батман от килията си в Аркам. Историята също се свързва със събитията, които превръщат Харви Дент във врага на Батман, Двуликия. [2] Врагове като Плашилото, Жокера, Лудия шапкар, Отровната Айви и Гатанката, наред с други, също се появяват.

## Критична реакция
Батман: Дългият Хелоуин получава широко признание от критиците и е възхваляван като една от най-добрите истории за Батман до момента, благодарение на завладяващия сюжет на Джеф Льоб и мрачното изкуство на Тим Сейл.
Хилари Голдстийн от IGN Comics хвали историята на Льоб като „стегнато, увлекателно и интелигентно писане, което никога не изневерява на героите“, добавяйки, че той „смесва живота на Батман и Брус Уейн толкова добре, колкото всеки друг, и брилянтно демонстрира връзката на братството, споделяна от Батман, Джим Гордън и окръжния прокурор Харви Дент“. По-късно Голдстийн класира Дългият Хелоуин под номер 4 в списъка на 25-те най-добри графични романа за Батман.
Яник Белзил от The 11th Hour казва, че „Джеф Льоб е създал история, която е уникална за героите. Това е сложна мистерия за убийство, но също така е и история за Батман“. Белзил добавя: „Подкрепен от сюжет от типа на филм ноар, който включва готически обрат в сюжета за гангстер/убийство, страхотни сюжети, базирани на герои, и красиво кинематографично изкуство, Дългият Хелоуин е прекрасно допълнение към вашата колекция“.

## Адаптации

### Телевизия
- В четвъртия сезон на Готъм са адаптирани елементи от Дългият Хелоуин.[5]
- Тринадесетия епизод от Новите приключения на Батман – Сезони, съдържа елементи от Дългият Хелоуин, най-вече антагониста, който извършва престъпления всеки празник.

### Филми
- Дългият Хелоуин е един от комиксите, които оказват влияние на трилогията за Батман на Кристофър Нолан,[6] особено върху Черният рицар (2008), който включва трансформацията на Харви Дент в Двуликия. Дент сключва договор с Гордън и Батман, за да свали бандите, заели мястото на престъпното семейство на Кармайн Фалконе. И двете истории включват бандата, която пере парите си в банките на Готъм, а тримата герои се опитват да предотвратят това. Сцената, в която Жокера подпалва парите на мафията, е подобна на сцената, в която Батман и Дент изгарят скритите пари на Фалконе на доковете. Подобно на последиците от убийствената лудост на Жокера, Батман отклонява работата си срещу мафията и се фокусира върху залавянето на убиеца. Планът на Гордън да се маскира като офицер от SWAT по време на транспортирането на Дент до окръжния затвор е подобен на плана на Батман да примами Холидей по време на трансфера на Сал Марони. Дент се превръща в Двуликия, той се разочарова от закона и решава да вземе нещата в свои ръце, като убие Сал Марони. Той също отмъщава на корумпираните сътрудници, които са участвали в атаката, довела до обезобразяването му, като решава съдбата им с хвърляне на монетата си. Цитат от графичния роман „Вярвам в Харви Дент“ се използва като слоган на кампанията на Дент във филма.
- Батман: Дългият Хелоуин, анимационна адаптация в две части от 2021 г.
- Батман (2022), игрален филм, режисиран от Мат Рийвс, който споделя, че комиксът е вдъхновение за филма. Филмът по подобен начин изобразява по-неопитна версия на главния герой през втората му година в борбата с престъпността.

## В България
Поредицата е издадена в България през 2024 г. от Артлайн Студиос в еднотомно издание.